# Воронков, Максим Георгиевич
Максим Георгиевич Воронков (1901—1976) — капитан 1-го ранга, участник Гражданской и советско-японской войн, Герой Советского Союза (1945).

## Биография
Максим Воронков родился 19 октября (по новому стилю — 1 ноября) 1901 года в селе Верхние Лучки (ныне урочище на территории Арсеньевского района Тульской области) в семье крестьянина. Получил начальное образование, работал на шахтах в Донбассе. 
В 1918 году он был призван на службу в Рабоче-крестьянский Красный Флот. Принимал участие в Гражданской войне. Окончил Учебно-минный отряд Балтийского флота, затем курсы политсостава. С 1924 года Воронков был комиссаром радиостанции Морских сил Дальнего Востока. В 1929 году он окончил Параллельные классы при Военно-морском училище имени Фрунзе.
Проходил службу на Дальнем Востоке. Командир Бурейского речного отряда кораблей Амурской военной флотилии капитан 2-го ранга М. Г. Воронков был арестован органами НКВД СССР 16 мая 1938 года по обвинению сразу по нескольким частям статьи 58 УК РСФСР и уже на следующий день был исключён из ВКП(б), а затем и уволен с флота. Поводом для обвинения стал пожар на одном из бронекатеров отряда, случившийся из-за грубого нарушения правил безопасности при заправке катера топливом ещё весной 1937 года; спустя год Воронкова по этому факту обвинили в умышленном вредительстве. В 1939 году он был освобождён из тюрьмы и дело в его отношении было прекращено, вскоре был восстановлен на флоте. Восстановлен в ВКП(б) 17 октября 1939 года.
В августе 1945 года командир 2-й бригады речных кораблей Амурской военной флотилии капитан 1-го ранга Максим Воронков отличился во время советско-японской войны.
Бригада Воронкова совместно с частями Рабоче-крестьянской Красной Армии высадила Сахалянский десант 10 августа 1945 года и вынудила к бегству японский гарнизон в городе Сахалян. 11 августа бронекатера бригады прорвались к укреплённому городу Айчунь и, несмотря на массированный вражеский огонь, успешно высадили десант. Через три дня город был взят. Также моряки бригады отличились в ходе взятия города Фугдин. Всего же в ходе боевых действий против Квантунской армии бригада переправила через Амур более 86 тысяч военнослужащих, большое количество танков и орудий, более 20 тысяч тонн боеприпасов, горючего, грузов и военной техники.
Указом Президиума Верховного Совета СССР от 14 сентября 1945 года за «умелое руководство бригадой, образцовое выполнение боевых заданий командования на фронте борьбы с японскими милитаристами и проявленные при этом мужество и героизм» капитан 1-го ранга Максим Воронков был удостоен высокого звания Героя Советского Союза с вручением ордена Ленина и медали «Золотая Звезда» за номером 7127.
После окончания войны Воронков продолжил службу в Военно-Морском Флоте СССР. В 1955 году он был уволен в запас. Проживал и работал в Киеве. Умер 9 мая 1976 года.
Был награждён двумя орденами Ленина, двумя орденами Красного Знамени, двумя орденами Красной Звезды, а также рядом медалей.